# Ń
Ń – dziewiętnasta litera alfabetu polskiego, służąca do zapisu spółgłoski nosowej dziąsłowo-podniebiennej. Jest także używana w języku kazachskim, języku dolnołużyckim, etnolekcie wilamowskim (wymysiöeryś) oraz łacince białoruskiej (odpowiednik cyrylicznego: нь).
W językach czeskim i słowackim jej odpowiednikiem jest ň, hiszpańskim ñ, portugalskim nh, a w serbsko-chorwackim nj / њ .
W języku polskim „ń” nie jest pierwszą literą żadnego wyrazu.